# Mathias E. Mnyampala
Mathias Eugen Mnyampala (1917-1969) est un écrivain, juriste et poète d’expression swahilie tanzanien. Ses premières publications ont paru à l’époque coloniale sous la forme d’un livre d’histoire des Wagogo du Tanganyika rédigé en kiswahili (Mathias Mnyampala, 1954) et de livres de contes. Mnyampala n'a pas fait le choix de sa langue maternelle, le cigogo, comme langue d'écriture mais a préféré le kiswahili (écrit aussi swahili) dans l'ensemble de son œuvre littéraire. Il a composé de nombreux poèmes en kiswahili pour la presse de l’époque.
Mathias E. Mnyampala est originaire de la région de l’Ugogo et est rattaché au groupe ethnique des Wanyaugogo (voir gogo (peuple)) par sa mère et par son père. Il est né le 18 novembre 1917 dans le hameau de Muntundya à Ihumwa, ville de l’Ugogo rural située à environ 22 km de Dodoma. L'année de naissance 1919 est parfois proposée pour cet auteur dans certains documents dont des documents officiels mais ceci n'est confirmé ni par son autobiographie intitulée Maisha ni kugharimia en page 4 où il parle de l'année 1917 (Mathias Mnyampala, 2013), ni par un document colonial de 1956 où sont enregistrées ses données personnelles complètes. Il connaît dans les dernières années de sa vie l’indépendance du Tanganyika le 9 décembre 1961 puis l’union de cet État souverain avec l’archipel de Zanzibar le 26 avril 1964 au sein de la république unie de Tanzanie. Il décède le 8 juin 1969 à Dodoma (Tanzanie) à l'âge de 51 ans.
La Tanzanie connaît une idéologie officielle socialiste dont le discours fondateur et programmatique est contenu dans la déclaration d’Arusha prononcée le 5 février 1967 par le président Julius Kambarage Nyerere (1922-1999). Aussi la promotion du kiswahili passe de manière organisée, centralisée et singulière par la poésie d’expression swahilie, d'où l'importance de certains poètes comme Mathias E. Mnyampala. La poésie remplit trois fonctions : les Tanzaniens, les écoliers en premier, apprennent des formes littéraires de leur langue nationale et de fait, le kiswahili se développe par la lecture des poésies. La tradition poétique d’expression swahilie est riche, ancienne et valorisée à l’échelle internationale.
La république unie de Tanzanie, en projetant cette tradition dans l’imaginaire national permet à ses citoyens de développer un sentiment de fierté nationale du fait du prestige de la culture littéraire de leur langue. Enfin, des poèmes pourront véhiculer, en une forme assumée de propagande, l’idéologie officielle dont la mémorisation sera facilitée dans une forme versifiée.
L’association nommée Usanifu wa Kiswahili na Ushairi Tanzania (UKUTA) « Aménagement du Kiswahili et de la Poésie en Tanzanie » est l’association officielle nationale des poètes d’expression swahilie tanzaniens. Elle va remplir cette triple mission de diffusion du kiswahili par la poésie d’expression swahilie, de développement d’une culture nationale swahilophone et de propagande au service du socialisme tanzanien. Mathias E. Mnyampala en est le président à l’échelon national jusqu’en 1966 puis il présidera l’antenne régionale de l’UKUTA à Dodoma dans sa région natale. Il a alors écrit un corpus poétique considérable et est reconnu par ses pairs comme l’un des maîtres de la poésie d’expression swahilie.
L'œuvre poétique de Mnyampala comporte de profonds aspects théologiques et philosophiques qui ne commencent qu'à peine à être esquissés par la recherche. En Tanzanie-même, Mathias E. Mnyampala est considéré par les spécialistes comme un géant oublié des lettres swahilies qu'il convient de faire redécouvrir et reconnaître.

## Ouvrages choisis de Mnyampala
- (sw) Mathias E. Mnyampala, Historia, mila, na desturi za Wagogo wa Tanganyika, Eagle Press, 1954
- (sw) Mathias E. Mnyampala, Utenzi wa Enjili Takatifu, Ndanda Mission Press, 1962
- (sw) Mathias E. Mnyampala, Diwani ya Mnyampala, East African Literature Bureau, 1963
- (sw) Mathias E. Mnyampala, Ngonjera za ukuta, Oxford University Press, 1970
- (en) Mathias E. Mnyampala, G. H. Maddox, The Gogo: history, customs, and traditions, USA, ME Sharpe Inc., 1995  (ISBN 9781563244056)
- (sw) Mathias E. Mnyampala, Historia ya Hayati Sheikh Kaluta Amri Abedi (1924-1964), Dar es Salaam, Tanzania, Ahmadiyya Printing Press, 2011  (ISBN 9789976891645)
- (sw) Mathias E. Mnyampala, Maisha ni kugharimia, Paris, DL2A Buluu Publishing, 1ère édition, 2013  (ISBN 9791092789027) [Google Books]
- (sw) Mathias E. Mnyampala, Ugogo na ardhi yake, Paris, DL2A Buluu Publishing, 2014  (ISBN 9791092789201) [Google Books]